# Prima Lega 2015-2016 (Bahrein)
La Bahrein First Division League 2015-2016 è la 59ª edizione della massima competizione nazionale per club del Bahrein, la squadra campione in carica è l'Al-Muharraq Sports Club.

## Squadre partecipanti
| Club        | Città       | Allenatore            |
| ----------- | ----------- | --------------------- |
| Al-Ahli     | Manama      | Adnan Ibrahim         |
| Al-Hidd     | Al Hidd     | Salman Shareeda       |
| Al-Hala     | Al Muharraq | Mohammad Zwayed       |
| Al-Muharraq | Al Muharraq | Essa Al-Saadoun       |
| Al-Bisitin  | Busaiteen   | Khalifa Al-Ziani      |
| East Riffa  | Manama      | Mohammad Shamlan      |
| Malkiya     | Malkiya     | Ahmad Saleh Al-Dakhil |
| Manama      | Manama      | Khaled Taj            |
| Al-Riffa    | Riffa       | Ahmad Essa            |
| Sitra       | Sitra       | Khaled Al-Harban      |

## Classifica
|                    | Pos. | Squadra     | Pt | G  | V  | N | P  | GF | GS | DR  |
| ------------------ | ---- | ----------- | -- | -- | -- | - | -- | -- | -- | --- |
| Bahrein (bandiera) | 1.   | Al-Hidd     | 42 | 18 | 12 | 6 | 0  | 39 | 15 | +24 |
|                    | 2.   | Al-Muharraq | 32 | 18 | 9  | 5 | 4  | 31 | 21 | +10 |
|                    | 3.   | Malkiya     | 27 | 18 | 7  | 6 | 5  | 23 | 20 | +3  |
|                    | 4.   | Al-Riffa    | 23 | 18 | 7  | 2 | 9  | 22 | 26 | -4  |
|                    | 5.   | East Riffa  | 22 | 18 | 6  | 4 | 8  | 22 | 18 | +4  |
|                    | 6.   | Al-Ahli     | 22 | 18 | 5  | 7 | 5  | 22 | 21 | +1  |
|                    | 7.   | Manama      | 21 | 18 | 6  | 3 | 9  | 17 | 27 | -10 |
|                    | 8.   | Al-Hala     | 20 | 18 | 5  | 5 | 8  | 22 | 31 | -9  |
|                    | 9.   | Al-Bisitin  | 20 | 18 | 6  | 2 | 10 | 17 | 31 | -14 |
|                    | 10.  | Sitra       | 18 | 18 | 4  | 6 | 8  | 20 | 25 | -5  |

Legenda:

      Campione del Bahrein 2015-2016, ammessa ai play-off della AFC Champions League 2017

      Ammessa alla Coppa dell'AFC 2017

      Ammessa alla Coppa dei Campioni del Golfo 2017

      Retrocessa in Bahrein Second Division 2016-2017

Note:
Tre punti a vittoria, uno a pareggio, zero a sconfitta.

## Classifica marcatori
Aggiornata al 26 aprile 2016
| Posizione | Giocatore                | Club        | Goal |
| --------- | ------------------------ | ----------- | ---- |
| 1         | Mohammad Saad Al-Rumaihi | Al-Hidd     | 17   |
| 1         | Ismail Abdullatif        | Al-Muharraq | 17   |
| 2         | Essa Abdulwahab Al-Beri  | Malkiya     | 10   |
| 3         | Ali Al-Asfour            | Sitra       | 7    |
| 3         | Sami Al-Husaini          | East Riffa  | 7    |
| 3         | Diego Pelicles da Silva  | Al-Ahli     | 7    |